# Шоази о Бак
Шоази о Бак (фр. Choisy-au-Bac) насеље је и општина у североисточној Француској у региону Пикардија, у департману Оаза која припада префектури Компјењ.
По подацима из 2011. године у општини је живело 3362 становника, а густина насељености је износила 211,98 становника/km². Општина се простире на површини од 15,86 km². Налази се на средњој надморској висини од 35 метара (максималној 112 m, а минималној 31 m).

## Демографија
| 1962. | 1968. | 1975. | 1982. | 1990. | 1999. | 2011. |
| ----- | ----- | ----- | ----- | ----- | ----- | ----- |
| 1.593 | 1.671 | 1.842 | 2.313 | 3.786 | 3.571 | 3.362 |

График промене броја становника у току последњих година